# Osman (Tristan L'Hermite)
Pour les articles homonymes, voir Osman.
Osman est une tragédie de Tristan L'Hermite en cinq actes. Publiée à titre posthume, en 1656, par son disciple Philippe Quinault et dédiée au comte de Bussy, la pièce aurait été représentée durant la saison 1646-1647. Elle compte 1 608 vers, alexandrins et octosyllabes pour les stances de l'acte III, scène I et celles de l'acte V, scène I.

## Personnages
- La sultane sœur
- Fatime, esclave de la sultane sœur
- Léontine, esclave de la sultane sœur
- Osman, empereur
- La fille du mufti
- Sélim, bassa
- Mamud, bassa
- Orcan, bassa
- Lodia, précepteur d'Osman
- Un Capigi ou Huissier de la Porte
- Figurants : Janissaires.

La Scène est à Constantinople.

## Résumé

### Acte I

#### Scène 1
La Sultane sœur voit, dans un songe terrifiant, le meurtre de son frère Osman. Dans son sommeil agité elle parle à haute voix.

#### Scène 2
Son cauchemar réveille ses esclaves, Fatime et Léontine, qui tentent de la rassurer sur ses visions nocturnes. La Sultane a cependant la certitude d’avoir fait un « songe prophétique ».
Elle évoque avec Fatime le portrait flatteur que la Fille du mufti a fait peindre d’elle à l’attention d’Osman. Ce dernier, tombé amoureux de cette image, retarde son départ de Constantinople pour la rencontrer. La Sultane soupçonne Fatime d’avoir intentionnellement fait tomber le portrait de la Fille du mufti devant Osman pour le séduire. Fatime se récrie. La Sultane promet à son esclave de l’affranchir si, par cette manœuvre, un mariage se conclut. Toutefois elle lui rappelle que les janissaires menacent le pouvoir en place ; s’ils renversent le Sultan, Fatime ne connaîtra pas la liberté.
La Sultane envoie Léontine consulter l’oncle d’Osman, Mustafa – précédemment déposé en raison de sa débilité mentale et remplacé sur le trône par Osman – pour qu’il lise, grâce à ses dons, son songe.

#### Scène 3
Osman s’apprête à quitter la ville par voie de mer avant qu’elle ne tombe aux mains de ses nombreux ennemis – les Perses, les Russes et les Cosaques. Il se vengera ainsi de ses soldats, rebelles aux ordres de leur Prince. Il entend revenir à Constantinople quand il aura levé une autre armée. Après une charge violente contre les janissaires, « lâches » au combat et qu’il a lui-même mutilé dans un accès de rage sur le champ de bataille, le Sultan évoque la valeur des soldats égyptiens qu’il part chercher dans un esprit de conquête et de reprise du pouvoir. La Sultane lui reproche son manque de discrétion dans cette entreprise qui met le peuple en colère puis lui enjoint de ne pas négliger la puissance des janissaires. Osman n’entend pas l’avertissement de sa sœur et s’offusque à l’idée de devoir rester au Palais pour satisfaire la volonté du peuple. Il s’enquiert ensuite des charmes physiques ainsi que des vertus morales de la Fille du mufti auprès de Fatime qui a vécu sous ses ordres. Celle-ci s’emploie à rétablir plus de vérité dans ses propos afin d’atténuer sensiblement l’élogieux portrait qui a précédemment été fait d’elle. La Sultane renchérit sur les paroles de son esclave et met Osman en garde quant à l’éventualité d’un portrait trop flatteur et donc déceptif de la Fille du mufti. Elle conseille au Prince de partir promptement et lui apprend par ailleurs que le mufti se montre réticent à l’idée d’un mariage de sa fille avec son frère. Ainsi Osman risque de se mettre à dos le pouvoir religieux en contrevenant à la volonté du mufti, lui qui a déjà les janissaires contre lui. Face à Osman qui s’étonne que ses projets de départ soient connus  par la ville, la Sultane soupçonne l’Aga des janissaires de trahison puis évoque le contenu de son songe. Osman ne prête pas foi aux visions de sa sœur et se joue des prophéties dont les songes sont supposés être porteurs. Sur ces entrefaites le Prince reçoit une lettre du Grand vizir qui tout à la fois le rassure quant au consentement du mufti à lui donner sa fille en mariage et l’avertit des préparatifs d’une mutinerie aux portes du Palais. Encore une fois Osman n’entend pas cette mise en garde et gage que son mariage prochain lui assurera la paix.

### Acte II

#### Scène 1
Dans son monologue, la Sultane s’adresse tour à tour à son songe personnifié, à la Fortune et aux Cieux. Elle essaie de se convaincre du peu de valeur de ses visions nocturnes et voit dans la liberté humaine le meilleur moyen d’agir sur la destinée. Elle connaît cependant le destin pour être versatile et contraire aux ambitions de son frère. Elle réitère son désir de voir Osman quitter au plus tôt la ville et le juge imprudent de différer son départ pour conclure son mariage avec la fille du mufti. Pressentant de grands malheurs pour son frère, la Sultane souffre de ne pas être entendue.

#### Scène 2
Osman connaît les tourments nocturnes de sa sœur mais ne leur porte aucun crédit d’autant qu’il juge la Sultane soumise aux paroles trompeuses de leur oncle Mustafa, devenu dervis depuis son éviction du trône, qui vit retiré du commerce des hommes et qu’on dit animé du don de prophétie. Mustafa est considéré comme un sage par la Sultane quand Osman ne voit en lui qu’un fou, dont il rit avant d’émettre à son endroit des menaces de mort quand il apprend que ce dernier interprète le songe de la Sultane comme le signe de sa perte prochaine.

#### Scène 3
La Fille du mufti est présentée à Osman. Le Prince la compare au tableau qu’il tient de Fatime et, se sentant trahi par le portrait fallacieux, refuse de l’épouser. Fatime perd aussitôt l’estime de la sultane et, si le Sultan épargne sa vie, elle est renvoyée sur le champ. De son côté, éconduite sans ménagement, la Fille du mufti, blessée dans son orgueil, entend se venger promptement d’Osman. Elle en appelle aux puissances divines pour châtier le Prince et s’engage à le perdre. Le bassa Sélim, amoureux de la jeune femme, devient son allié lorsqu’il lui fait part du projet d’insurrection des janissaires. Il résume à son intention la campagne désastreuse qu’Osman a menée en Pologne, la révolte de ses soldats, son projet de lever une nouvelle armée en Égypte, sa volonté de laisser la cité en proie à ses ennemis et son mensonge quant aux motifs de son départ – Osman ne part par pour Médine comme il le laisse entendre. Comme preuve de ce qu’il avance Sélim remet à la Fille du mufti une lettre écrite de la main d’Osman à l’intention du bassa du Caire, interceptée par le Sélictar aga et dans laquelle le Prince affiche clairement ses intentions. La Fille du mufti assure à Sélim qu’il pourra compter sur le soutien de son père pour hâter la chute de l’orgueilleux Osman et le conduire à la mort. En récompense de ses services, Sélim attend un geste de la part de celle qu’il aime.

#### Scène 4
Sélim rappelle à ses complices, Orcan et Mamud, les enjeux de leur action. Il s’agit d’empêcher le départ d’Osman afin de le confondre dans ses intentions mais également de neutraliser ses conseillers qui entendent profiter de la révolte du peuple et des janissaires du Prince pour asseoir leur pouvoir. À la fin de l’acte, le mufti a rejoint le camp de la milice contre Osman.

### Acte III

#### Scène 1
La scène s’ouvre sur les stances de la fille du mufti. Elle évoque à plusieurs reprises l’orgueil ostensible du Sultan et promet que ce dernier sera bientôt puni par le Ciel en courroux. Elle sait que, dans le royaume, grands et petits sujets forment une coalition commune contre ce Prince trop fier. Elle se rappelle s’être acquis le cœur de Sélim dont les intérêts sont contraires à ceux d’Osman. Pour espérer obtenir son amour, il devra perdre le Sultan. Cependant elle reconnaît  aussitôt que c’est en vain que Sélim œuvre à se faire aimer d’elle puisqu’elle reste attachée à Osman. Aussi se sent-elle déchirée entre sa passion restée intacte malgré l’humiliation infligée par le Prince et son désir de vengeance. Elle ne sait quel sentiment privilégier. S’ensuit un monologue au cours duquel la jeune femme s’accable et se défend successivement de sa trop grande faiblesse envers le Prince. Si elle se fustige d’éprouver encore de l’amour pour un homme si méprisant à son endroit, elle s’avoue séduite par le charisme et la beauté d’Osman. Au terme d’un difficile débat intérieur elle finit par choisir la vengeance et la rigueur contre celui qu’elle considère maintenant comme un ennemi. Elle dresse alors la liste de tous les maux dont doit désormais souffrir le Prince, ils lui apparaissent comme le tribut qu’il paye pour avoir osé annuler ses projets de mariage.

#### Scène 2
La Fille du mufti reçoit la visite d’un musulman qui lui annonce la révolte de vingt mille janissaires contre le Grand vizir - jugé mauvais conseiller du roi et qu’ils vouent, pour cela, à la mort - et contre leur Prince. Face à eux s’est dressé Osman, sur sa monture, suivi d’une petite escorte. Le Prince rayonnait de toute sa splendeur par la richesse de son habit autant que par la prestance qui émanait de sa personne. Prenant la parole face à ses troupes en colère, ce dernier  a d’abord rappelé aux mutins sa haute lignée et son rang avant de faire état de ses nombreuses conquêtes. Il s’est ensuite défini comme exempt de toute corruption et a mis au défi ses soldats de démentir ses paroles et ses actes. Son discours a eu pour effet de saisir l’assemblée de stupeur et de lui inspirer le plus grand respect pour son Prince. Se mêlant alors sans crainte à la foule il a donné ordre à ses capigis d’étrangler ceux de ses soldats qui lui semblaient les plus rebelles sous les yeux de leurs compagnons qui, pétrifiés, n’ont pu manifester la moindre opposition. Il a ensuite repris, sans hâte, le chemin de la Porte, comme pour imposer naturellement sa puissance à son armée. Après ce récit le musulman se retire.

#### Scène 3
Sélim arrive qui veut, par un autre récit, satisfaire la jeune femme. Celle-ci ne lui permet pas de parler et lui reproche sa lâcheté, pensant qu’il se trouvait au nombre des soldats domptés par le Sultan. Elle le méprise ouvertement et lui conseille de servir désormais Osman et d’embarquer avec lui pour le Caire puisqu’il tient tant à sa vie et si peu à sa parole. Sélim insiste pour être entendu cependant que la fille du mufti reste sourde à sa demande, affirmant qu’elle se vengera elle-même de l’affront que lui a infligé Osman. Sélim lui impose finalement la suite du récit commencé par le musulman. Durant le face à face d’Osman avec ses soldats, il se trouvait dans la mosquée avec le mufti. Ce dernier, habile rhéteur, invitait, par ses paroles, le peuple à la révolte. L’arrivée subite d’un janissaire leur apprît alors l’événement déjà rapporté par le musulman. Le mufti et Sélim se sont alors rendus auprès des soldats qu’ils ont exhorté à l’action. Leurs discours ont su galvaniser les troupes. Sélim a ensuite pris la tête du cortège guerrier pour forcer les portes du sérail. Malgré son désir de vengeance, la Fille du mufti craint pour la vie d’Osman et s’étonne que son père n’ait pas proposé un accord au Prince. Il l’a fait assure Sélim, mais tout en sachant que le Sultan ne négociera pas et que la mutinerie ira à son terme. La Fille du mufti rappelle à l’amoureux Sélim qu’il n’obtiendra rien d’elle, quand bien même il risquerait sa vie pour la venger.

### Acte IV

#### Scène 1
Osman poursuit avec son précepteur Lodia un dialogue commencé avant le lever de rideau. Il refuse de fuir nuitamment la ville comme il lui est conseillé. Il veut au contraire partir en plein jour, au son des trompettes, en défiant superbement son peuple de l’empêcher d’embarquer. Il demande toutefois conseil à son précepteur qu’il invite à parler en toute franchise. Pour ce dernier, le courage d’Osman n’est plus à prouver. Cependant le Sultan risque un écueil à la fois personnel et politique s’il s’obstine à mépriser la puissance des janissaires. Osman doit modérer son impétuosité pour garantir son trône et sa vie. Lodia se réfère aux exemples tirés de l’Histoire pour appuyer son propos avant de conjurer Osman de partir sans plus tarder ou de renoncer à son voyage afin d’apaiser le mouvement de révolte qui s’amplifie. Osman s’offusque de devoir entendre de tels conseils. Il ne craint pas ses janissaires et n’a pas de mots assez violents pour les qualifier. Lodia évoque ensuite la situation du peuple, perdu si Osman l’abandonne, n’ayant aucun moyen de répondre à une attaque, d’où qu’elle vienne, de l’extérieur comme de l’intérieur.

#### Scène 2
Absente de tout l’Acte III, la Sultane réapparaît, éperdue, annonçant la présence de mutins aux portes du Palais. Lodia soupçonne le mufti d’être derrière ce sursaut de révolte. La Sultane confirme ses soupçons. Osman entend faire de lui un exemple de rébellion réprimée si cela s’avère nécessaire pour étouffer la révolte. Il s’apprête à paraître au balcon pour faire cesser les troubles.

#### Scène 3
Une délégation formée d’Orcan, Mamud et Sélim demande à être entendue par le Prince pour l’informer de son péril imminent à moins qu’il ne consente à écouter leurs revendications.

#### Scène 4
Osman accède à la requête de ses hommes pour mieux les accabler depuis sa fenêtre. Il leur intime l’ordre de se taire, leur rang ne les autorisant pas à conseiller leur Prince. Il leur reproche d’abord leur manque d’ardeur au combat puis leur manque d’engagement à ses côtés. Il condamne leurs vices et déplore de les voir refuser la gloire que sa personne fait rejaillir sur eux. Il leur rappelle leur honteuse défaite face aux troupes polonaises. Enfin il leur ment effrontément en affirmant se rendre à Médine. Dans une longue tirade utilisant la métaphore du corps, Orcan réaffirme le lien intrinsèque qui unit le Prince à ses soldats. À leur tour les janissaires se sentent trahis et abandonnés par Osman qui les maltraite et les méprise injustement. Orcan estime que la défaite contre la Pologne ne leur est pas imputable et précise qu’à l’issue de cette guerre, la paix s’est faite au profit du Sultan. Le mensonge du Prince est par ailleurs connu de tous, en le réitérant Osman manifeste une fois de plus son mépris envers ses fidèles soldats. Les dernières paroles d’Orcan sont une supplique adressée au Prince dont ils attendent plus de considération et de respect en retour de leurs services. Mamud demande les têtes des trois plus proches conseillers du Sultan. Pour toute réponse ce dernier ordonne leur mise à mort, rompant ainsi une ultime possibilité de dialogue et de réconciliation. Devant l’échec des négociations Sélim lance l’attaque du Palais.

### Acte V

#### Scène 1
La scène débute par les stances d’Osman. Le Prince s’adresse à la Fortune qui n’a pas assez de rigueur contre lui. Tandis que la mutinerie secoue le Palais, le Sultan qui se retrouve isolé et affaibli se présente comme le modèle du malheur. Humiliation suprême, il vient d’être déposé au profit de Mustafa, son oncle débile. Son dernier recours est de prendre la fuite avec la complicité du bassa de la mer.

#### Scène 2
Osman croise la Fille du mufti qui le plaint d’abord puis le juge responsable de son malheur. Selon elle, Osman serait encore Sultan s’il n’avait pas refusé de l’épouser. Par ce mariage le mufti aurait renforcé la puissance du Prince en alliant la force religieuse à la force politique. Osman est ainsi puni de son orgueil. Suit un court échange stichomytique où éclate toute la violence des propos du Sultan qui dit accepter sa disgrâce et préférer mourir plutôt que de devoir épouser une femme qu’il n’aime pas. Dans une longue tirade passionnée la Fille du Mufti lui déclare qu’elle n’aurait pas hésité à le tuer s’il n’était pas déjà déposé pour lui témoigner sa haine et  se montrer digne du rang qu’il ne lui a pas donné. Cependant il n’a plus aucun pouvoir et son dénuement porte la jeune femme à lui porter secours. Elle avoue par ailleurs avoir toujours aimé l’homme dans le Sultan. Osman met un terme à l’entretien car les propos de la jeune femme le touchent dans un moment où ce dernier a besoin de toute la force de son âme pour affronter son destin.

#### Scène 3
La Fille du mufti épanche son cœur auprès de Fatime. Dans cette tirade lyrique, elle déclare souffrir d’aimer en vain et sans retour un homme qui n’a que mépris pour sa personne. L’insensibilité du Prince lors de leur dernière rencontre n’a fait que renforcer le dépit amoureux de la jeune femme. Elle serait prête à mourir pour lui s’il lui témoignait un peu d’affection. Elle se souvient de leur première rencontre, de l’éclat de gloire et de puissance dont le Prince était auréolé et de l’éblouissement qu’elle reçut à le voir passer par la ville avec son armée. Depuis ce jour elle nourrit pour l’Empereur une passion dévorante dont elle a longtemps cherché à se déprendre. Renonçant finalement à l’oublier elle lui a fait transmettre son portait retravaillé. Son récit est interrompu par un bruit qui lui fait pressentir un grand danger.

#### Scène 4
Mamud se présente, porteur de la nouvelle de la mort d’Osman dont il vient faire le récit   à la jeune femme tandis qu’Orcan est en pourparlers avec le nouveau Sultan. À l’annonce de la proclamation d’un nouvel empereur Osman a arpenté la cité sous un déguisement à la recherche de ses derniers amis. Étant destitué, il n’a pratiquement trouvé aucun soutien. Hussein Bassa s’est toutefois rallié à lui pensant, par son titre de Grand vizir, pouvoir ramener la paix dans les rangs de l’armée. Il a aussitôt été mis en pièces par les soldats de la milice et son corps jeté dans les différents ruisseaux de la ville. Dans son périple Osman a croisé Sélim et un âpre combat, dont l’ancien Prince est sorti vainqueur, s’est engagé entre eux. Le Sultan détrôné a ensuite lutté vaillamment contre les mutins qui avaient pourtant pour eux l’avantage du nombre. Il a exterminé plusieurs d’entre eux avant de se voir terrassé par une attaque déloyale. Touché par derrière, il a perdu un bras avant d’être décapité. Sa tête a alors été portée par la ville jusqu’au sérail. À ce récit la Fille du mufti connaît un accès de délire. Elle sent qu’Osman vit encore en elle. Elle le voit rentrant de campagne, toujours brave, toujours superbe. S’étant juré de le perdre elle-même, elle s’inflige plusieurs coups de poignard pour le faire disparaître et meurt sous les yeux de Fatime qui ordonne de réunir le Prince et la jeune femme dans un même tombeau.

## Publication et représentations
Publié à titre posthume (1656) par Philippe Quinault, disciple de Tristan L'Hermite qui rédige la dédicace au comte de Bussy, Osman aurait été représentée durant la saison 1646-1647.
Napoléon-Maurice Bernardin est catégorique : « On ne sait rien absolument sur les représentations de la belle tragédie qu'inspirèrent au poète les récits de l'ancien ambassadeur » auprès de l'Empire ottoman, Philippe de Harlay, comte de Cézy, qui devait également inspirer Bajazet à Racine.
Les frères Claude et François Parfaict, en 1746, la placent dans le tome VIII de leur Histoire du Théâtre français, soit « à la date de l'impression », « quoique M. Tristan ait obtenu le privilège dès le 17 juin 1647, n'ayant pas de certitude qu'elle ait été représentée avant ce temps ». En 1960, Amédée Carriat situe les premières représentations d'Osman « au printemps 1647 ».

## Analyse
Osman « semble celle des tragédies de Tristan sur laquelle on écrit le moins ». Lors de l'édition des Œuvres complètes, en 2001, Nicole Mallet considère que « les spectateurs contemporains n'ont sans doute pas dit leur dernier mot sur le destin d'Osman. La Mort du grand Osman est investie d'une théâtralité où le hiératique se conjugue à l'élégie désespérée ou bien s'allie à un discours politique musclé et original qu'il incombe peut-être à un metteur en scène de faire revivre. Il serait grand temps qu'on lui redonne enfin ses chances ».

## Postérité
Avec La Mariane et La Mort de Sénèque, cette tragédie est inscrite au programme de l'agrégation de lettres modernes en 2023.

### Éditions modernes

#### Œuvres complètes
- Tristan L'Hermite et Roger Guichemerre (dir.), Œuvres complètes, tome IV : Les Tragédies, Paris, Éditions Honoré Champion, coll. « Sources classiques » (no 31), 2001, 560 p. (ISBN 978-2-7453-0384-4)
  - Daniela Dalla Valle, Introduction, p. 7-16,
  - Nicole Mallet, Introduction et notes pour Osman, p. 447-542

#### Anthologies
- Amédée Carriat (présentation et annotations), Tristan L'Hermite : Choix de pages, Limoges, Éditions Rougerie, 1960, 264 p.

### Ouvrages généraux
- Antoine Adam, Histoire de la littérature française au XVIIe siècle — Tome II : L'apogée du siècle, Paris, Éditions Albin Michel, 1997 (1re éd. 1956), 845 p. (ISBN 2-226-08922-5)
- Napoléon-Maurice Bernardin, Du XVe au XXe siècle, études d'histoire littéraire : « Le théâtre de Tristan L'Hermite, La Mort du sultan Osman », Genève, Slatkine, 1969 (1re éd. 1916), 356 p. (lire en ligne), p. 97-104
- Marie-France Hilgar, La mode des stances dans le théâtre tragique français 1610-1687, Paris, A.G. Nizet, 1974, 263 p.
- (en) Henry Carrington Lancaster, A History of French dramatic Literature in the seventeenth century, Part I : The pre-classical Period (1610-1634), New York, Gordian Press, 1966 (1re éd. 1929), 790 p.
- (en) Henry Carrington Lancaster, A History of French dramatic Literature in the seventeenth century, Part II : The Period of Corneille (1635-1651), New York, Gordian Press, 1966 (1re éd. 1932), 804 p.
- (en) Henry Carrington Lancaster, A History of French dramatic Literature in the seventeenth century, Part III : The Period of Molière (1652-1672), New York, Gordian Press, 1966 (1re éd. 1936), 896 p.
- (en) Henry Carrington Lancaster, A History of French dramatic Literature in the seventeenth century, Part IV : The Period of Racine (1673-1700), New York, Gordian Press, 1966 (1re éd. 1940), 984 p.
- (en) Henry Carrington Lancaster, A History of French dramatic Literature in the seventeenth century, Part V : Recapitulation (1610-1700), New York, Gordian Press, 1966 (1re éd. 1942), 235 p.
- Gustave Lanson, Histoire de la littérature française, Paris, Librairie Hachette, 1895, 1158 p. (lire en ligne)
- Jacques Scherer, La Dramaturgie classique en France, Paris, A.G. Nizet, 1951, 488 p.

### Études et monographies
- Napoléon-Maurice Bernardin, Un Précurseur de Racine : Tristan L'Hermite, sieur du Solier (1601-1655), sa famille, sa vie, ses œuvres, Paris, Alphonse Picard, 1895, XI-632 p. (lire en ligne)
- Sandrine Berregard, Tristan L'Hermite, « héritier » et « précurseur » : Imitation et innovation dans la carrière de Tristan L'Hermite, Tübingen, Narr, 2006, 480 p. (ISBN 3-8233-6151-1, lire en ligne)
- (en) Thomas James Braga, Baroque imagery and themes in the theater of Tristan L'Hermite, Houston, Rice University, 1970, 255 p. (lire en ligne)
- (it) Daniela Dalla Valle, Il Teatro di Tristan L'Hermite : Saggio storico e critico, Turin, Giappichelli, 1964, 340 p.
- Claude et François Parfaict, Histoire du Théâtre français depuis son origine jusqu'à présent, t. VIII, Amsterdam, Aux dépens de la Compagnie, 1746, 426 p. (lire en ligne), p. 157-160

### Articles et analyses
- Pierre Quillard, « Les poètes hétéroclites : François Tristan L'Hermitte de Soliers », t. V, Mercure de France, août 1892, 370 p. (lire en ligne), p. 317-333
- Ernest Serret, « Un précurseur de Racine : Tristan L'Hermite », Le Correspondant, no LXXXII,‎ 25 avril 1870, p. 334-354 (lire en ligne)

### Cahiers Tristan L'Hermite
- Cahiers Tristan L'Hermite, Paysages tristaniens, Limoges, Éditions Rougerie (no XVIII), 1996, 65 p.
Alain Brissaud, L'ambiguïté de la sultane sœur, p. 50–54
- Cahiers Tristan L'Hermite, Tristan : Théâtre, Limoges, Éditions Rougerie (no XXII), 2000, 95 p.
Daniela Dalla Valle, « Les songes tragiques de Tristan », p. 62–78